# Rio Cotoru (Şuşiţa)
O Rio Cotoru é um rio da Romênia, afluente do Dealu, localizado no distrito de Gorj.